# Frans Hansson
Frans Einar Hansson, Hansson i Hönö, född 20 oktober 1890 i Öckerö församling, död 20 december 1965 i Masthuggs församling, fiskare och politiker.
Hansson var ledamot av Sveriges riksdags andra kammare 1933-1936 och 1937-1940, invald i Göteborgs och Bohusläns valkrets. Han tillhörde senare första kammaren åren 1942-1943.
Frans ligger begravd på Hönö Kyrkogård i Göteborgs norra skärgård.